# Burt Reynolds
Burton Leon Reynolds Jr. (Lansing, Michigan, 1936. február 11. – Jupiter, Florida, 2018. szeptember 6.) kétszeres Golden Globe- és Emmy-díjas amerikai színész, rendező. Hat évtizedet átívelő színészi pályafutása során szexszimbólummá és az amerikai popkultúra ikonjává vált.
Elsőként olyan televíziós sorozatokkal lett ismert, mint a Gunsmoke (1962–1965), a Hawk (1966) és a Dan August (1970–1971). Áttörést hozó szerepe az 1972-es Gyilkos túra című filmthrillerben volt. Ezután az 1970-es évek folyamán olyan, bevételi szempontból sikeres filmekben kapott főszerepeket, mint az Olcsó Whiskey (1973), a Hajrá, fegyencváros! (1974), a Smokey és a bandita (1977), a Majdnem futball (1977), A vég (1978), a Hooper, a kaszkadőr (1978) és az Egy elvált férfi ballépései (1979). Az 1980-as években további fontosabb szerepei voltak a Smokey és a bandita 2. (1980), az Ágyúgolyó futam (1981), a Bukott zsaru (1981), A legjobb bordélyház Texasban (1982) és az Ágyúgolyófutam 2. (1984). 1989-ben a Charlie – Minden kutya a mennybe jut című animációs filmben vállalt szinkronszerepet.
Néhány kevésbé sikeres filmet követően Reynolds a televíziózás felé fordult: 1990 és 1994 között egy szituációs komédia, a Kisvárosi mesék főszereplője volt, mellyel Golden Globe-díjat nyert. Az 1997-es Boogie Nights ismét kritikai elismeréseket hozott a színész számára, mellékszereplőként  Oscar- és BAFTA-jelölések mellett egy újabb Golden Globe-ot is kapott.

## Élete és pályafutása
Egyetemi tanulmányait a Floridai Állami Egyetemen végezte el.
1955-től New Yorkban televíziós szerepekben játszott. 1961 óta szerepelt filmekben; kezdetben kaszkadőr és epizodista volt. Halála előtt éveken át szívproblémákkal küzdött. 2018. szeptember 6-án hunyt el egy floridai kórházban.

## Magánélete
1963–1965 között Judy Carne volt a felesége. 1988–1995 között Loni Anderson volt a párja. Örökbe fogadott fiuk Quinton Anderson Reynolds.

## Filmográfia

### Film

#### Rendező és producer
| Év   | Magyar cím          | Eredeti cím             | Feladatkör | Feladatkör | Megjegyzések             |
| Év   | Magyar cím          | Eredeti cím             | Rendező    | Producer   | Megjegyzések             |
| ---- | ------------------- | ----------------------- | ---------- | ---------- | ------------------------ |
| 1975 | Sötét utcák         | Hustle                  | Nem        | Vezető     | nincs feltüntetve        |
| 1976 |                     | Gator                   | Igen       | Nem        |                          |
| 1978 | A vég kezdete       | The End                 | Igen       | Nem        |                          |
| 1978 | Hooper, a kaszkadőr | Hooper                  | Nem        | Igen       | nincs feltüntetve        |
| 1981 | Bukott zsaru        | Sharky's Machine        | Igen       | Nem        |                          |
| 1985 | Stikli              | Stick                   | Igen       | Nem        |                          |
| 1992 | A férfi fentről     | The Man Upstairs        | Nem        | Vezető     | tévéfilm                 |
| 1993 |                     | Harlan & Merleen        | Igen       | Nem        | tévéfilm forgatókönyvíró |
| 1993 | Elfelejtett múlt    | The Man from Left Field | Igen       | Igen       | tévéfilm                 |
| 1997 | Alvilági blues      | Big City Blues          | Nem        | Koproducer |                          |
| 1998 | Nehéz napok         | Hard Time               | Igen       | Nem        | tévéfilm                 |
| 2000 | Az utolsó producer  | The Last Producer       | Igen       | Nem        |                          |
| 2006 |                     | Death of a Salesmen     | Igen       | Nem        |                          |
| 2013 |                     | Victim Number 8         | Nem        | Igen       | rövidfilm                |

#### Színész
| Év   | Magyar cím                              | Eredeti cím                                                               | Szerep                                   | Magyar hang          |
| ---- | --------------------------------------- | ------------------------------------------------------------------------- | ---------------------------------------- | -------------------- |
| 1961 |                                         | Angel Baby                                                                | Hoke Adams                               |                      |
| 1961 |                                         | Armored Command                                                           | Skee                                     |                      |
| 1965 |                                         | Operation C.I.A.                                                          | Mark Andrews                             |                      |
| 1966 | Navajo Joe                              | Navajo Joe                                                                | Joe 'Navajo Joe'                         | Selmeczi Roland      |
| 1966 | Navajo Joe                              | Navajo Joe                                                                | Joe 'Navajo Joe'                         | Dányi Krisztián      |
| 1969 | Száz puska                              | 100 Rifles                                                                | Joe 'Yaqui Joe' Herrera                  | Kertész Péter        |
| 1969 | Száz puska                              | 100 Rifles                                                                | Joe 'Yaqui Joe' Herrera                  | Háda János           |
| 1969 |                                         | Sam Whiskey                                                               | Sam Whiskey                              |                      |
| 1969 | Hajtóvadászat az elveszett arany után   | Impasse                                                                   | Pat Morrison                             |                      |
| 1969 | Ahol a cápa az úr                       | Shark!                                                                    | Caine                                    | Jakab Csaba          |
| 1969 | Ahol a cápa az úr                       | Shark!                                                                    | Caine                                    | Papp János           |
| 1969 | Ahol a cápa az úr                       | Shark!                                                                    | Caine                                    | Sarádi Zsolt         |
| 1970 | Az elátkozott őserdő                    | Skullduggery                                                              | Douglas Temple                           | Szabó Sipos Barnabás |
| 1972 | Mr. Süket trükkjei                      | Fuzz                                                                      | Steve Carella nyomozó                    | Szersén Gyula        |
| 1972 | Mr. Süket trükkjei                      | Fuzz                                                                      | Steve Carella nyomozó                    | Csernák János        |
| 1972 | Mr. Süket trükkjei                      | Fuzz                                                                      | Steve Carella nyomozó                    | Mihályi Győző        |
| 1972 | Gyilkos túra                            | Deliverance                                                               | Lewis Medlock                            | Vass Gábor           |
| 1972 | Gyilkos túra                            | Deliverance                                                               | Lewis Medlock                            | Dörner György        |
| 1972 | Amit tudni akarsz a szexről…            | Everything You Always Wanted to Know About Sex* (*But Were Afraid to Ask) | központos                                | Balázsi Gyula        |
| 1972 | Amit tudni akarsz a szexről…            | Everything You Always Wanted to Know About Sex* (*But Were Afraid to Ask) | központos                                | Bolla Róbert         |
| 1973 |                                         | Shamus                                                                    | Shamus McCoy                             |                      |
| 1973 | A férfi, aki szerette a táncoló macskát | The Man Who Loved Cat Dancing                                             | Jay Grobart                              |                      |
| 1973 | Olcsó Whiskey                           | White Lightning                                                           | Bobby 'Gator' McKlusky                   |                      |
| 1974 | Hajrá, fegyencváros!                    | The Longest Yard                                                          | Paul 'Wrecking' Crewe                    | Király Attila        |
| 1975 | Várva várt szerelem                     | At Long Last Love                                                         | Michael Oliver Pritchard III             | Mihályi Győző        |
| 1975 |                                         | W.W. and the Dixie Dancekings                                             | W.W. Bright                              |                      |
| 1975 | Lucky Lady                              | Lucky Lady                                                                | Walker Ellis                             | Perlaki István       |
| 1975 | Sötét utcák                             | Hustle                                                                    | Phil Gaines hadnagy                      |                      |
| 1976 | Bombasiker                              | Silent Movie                                                              | önmaga (cameo)                           |                      |
| 1976 |                                         | Gator                                                                     | Bobby 'Gator' McKlusky                   |                      |
| 1976 | Az ötcentes mozi                        | Nickelodeon                                                               | Buck Greenway                            | Barabás Kiss Zoltán  |
| 1977 | Smokey és a bandita                     | Smokey and the Bandit                                                     | Bo 'Bandita' Darville                    | Gáti Oszkár          |
| 1977 | Smokey és a bandita                     | Smokey and the Bandit                                                     | Bo 'Bandita' Darville                    | Sörös Sándor         |
| 1977 | Majdnem futball                         | Semi-Tough                                                                | Billy Clyde Puckett                      |                      |
| 1978 | A vég kezdete                           | The End                                                                   | Wendell Sonny Lawson                     | Csernák János        |
| 1978 | A vég kezdete                           | The End                                                                   | Wendell Sonny Lawson                     | Tarján Péter         |
| 1978 | Hooper, a kaszkadőr                     | Hooper                                                                    | Sonny Hooper                             | Sörös Sándor         |
| 1979 | Egy elvált férfi ballépései             | Starting Over                                                             | Phil Potter                              | Szilágyi Tibor       |
| 1979 | Egy elvált férfi ballépései             | Starting Over                                                             | Phil Potter                              | Vass Gábor           |
| 1980 | Végén csattan az ostor                  | Rough Cut                                                                 | Jack Rhodes                              | Gáti Oszkár          |
| 1980 | Smokey és a bandita 2.                  | Smokey and the Bandit II                                                  | Bo 'Bandita' Darville                    | Vass Gábor           |
| 1980 | Smokey és a bandita 2.                  | Smokey and the Bandit II                                                  | Bo 'Bandita' Darville                    | Sörös Sándor         |
| 1981 | Ágyúgolyó futam                         | The Cannonball Run                                                        | J.J. McClure                             | Ujréti László        |
| 1981 | Ágyúgolyó futam                         | The Cannonball Run                                                        | J.J. McClure                             | Csernák János        |
| 1981 | Papa, mama és egy baba                  | Paternity                                                                 | Buddy Evans                              |                      |
| 1981 | Bukott zsaru                            | Sharky's Machine                                                          | Tom Sharky őrmester                      | Jakab Csaba          |
| 1982 | A legjobb bordélyház Texasban           | The Best Little Whorehouse in Texas                                       | Ed Earl Dodd seriff                      | Dörner György        |
| 1982 | Házasodjunk, vagy tán mégse?            | Best Friends                                                              | Richard Babson                           | Tordy Géza           |
| 1982 | Házasodjunk, vagy tán mégse?            | Best Friends                                                              | Richard Babson                           | Sörös Sándor         |
| 1983 | Tollas futam                            | Stroker Ace                                                               | Stroker Ace                              | Vass Gábor           |
| 1983 | Tollas futam                            | Stroker Ace                                                               | Stroker Ace                              | Sörös Sándor         |
| 1983 | Smokey és a bandita 3.                  | Smokey and the Bandit Part 3                                              | Bo 'Bandita' Darville (cameo)            | Vass Gábor           |
| 1983 | Smokey és a bandita 3.                  | Smokey and the Bandit Part 3                                              | Bo 'Bandita' Darville (cameo)            | Sörös Sándor         |
| 1983 | A férfi, aki szerette a nőket           | The Man Who Loved Women                                                   | David Fowler                             | Csernák János        |
| 1983 | A férfi, aki szerette a nőket           | The Man Who Loved Women                                                   | David Fowler                             | Vass Gábor           |
| 1984 | Ágyugolyó futam 2.                      | Cannonball Run II                                                         | J.J. McClure                             | Ujréti László        |
| 1984 | Párbaj a városban                       | City Heat                                                                 | Mike Murphy                              | Szersén Gyula        |
| 1985 | Stikli                                  | Stick                                                                     | Ernest 'Stick' Stickley                  | Dózsa László         |
| 1986 |                                         | Uphill All the Way                                                        | szerencsejátékos (cameo)                 |                      |
| 1986 | A Las Vegas-i zsaru                     | Heat                                                                      | Nick 'Mex' Escalante                     | Ujréti László        |
| 1986 | A Las Vegas-i zsaru                     | Heat                                                                      | Nick 'Mex' Escalante                     | Papucsek Vilmos      |
| 1987 | Malone, a bérgyilkos                    | Malone                                                                    | John Haggerty CIA-ügynök/ Richard Malone | Nagy Gábor           |
| 1988 | Bérelj zsarut!                          | Rent-a-Cop                                                                | Tony Church                              | Kránitz Lajos        |
| 1988 | Bérelj zsarut!                          | Rent-a-Cop                                                                | Tony Church                              | Vass Gábor           |
| 1988 | Bérelj zsarut!                          | Rent-a-Cop                                                                | Tony Church                              | Csernák János        |
| 1988 | Szemenszedett szenzáció                 | Switching Channels                                                        | John L. Sullivan IV                      | Tordy Géza           |
| 1989 | Az igazság törvénye                     | Physical Evidence                                                         | Joe Paris                                | Vass Gábor           |
| 1989 | Kasszafúrók                             | Breaking In                                                               | Ernie Mullins                            | Juhász Jácint        |
| 1989 | Kasszafúrók                             | Breaking In                                                               | Ernie Mullins                            | Tordy Géza           |
| 1989 | Kasszafúrók                             | Breaking In                                                               | Ernie Mullins                            | Barbinek Péter       |
| 1989 | Charlie – Minden kutya a mennybe jut    | All Dogs Go to Heaven                                                     | Charlie B. Barkin (hangja)               | Bognár Zsolt         |
| 1990 | Modern szerelem                         | Modern Love                                                               | Frank Parker ezredes                     |                      |
| 1992 | A játékos                               | The Player                                                                | önmaga (cameo)                           |                      |
| 1993 | Hátulgombolós hekus                     | Cop and a Half                                                            | Nick McKenna nyomozó                     | Oszter Sándor        |
| 1995 | Őrjítő                                  | The Maddening                                                             | Roy Scudder                              |                      |
| 1996 | Ez az életem                            | Citizen Ruth                                                              | Blaine Gibbons                           | Vass Gábor           |
| 1996 | Sztriptíz                               | Striptease                                                                | David Dilbeck kongresszusi képviselő     | Tordy Géza           |
| 1996 | Fegyvermánia                            | Mad Dog Time                                                              | Jacky 'Wacky Jacky' Jackson              | Gáti Oszkár          |
| 1996 |                                         | Raven                                                                     | Jerome 'Raven' Katz                      |                      |
| 1996 |                                         | Frankenstein and Me                                                       | Les Williams                             | Direct-to-video      |
| 1997 | Botrány TV                              | Meet Wally Sparks                                                         | Lenny Spencer                            | Ujréti László        |
| 1997 | Bean – Az igazi katasztrófafilm         | Bean                                                                      | Newton tábornok                          | Kárpáti Tibor        |
| 1997 | Boogie Nights                           | Boogie Nights                                                             | Jack Horner                              | Oszter Sándor        |
| 1997 | Alvilági blues                          | Big City Blues                                                            | Connor                                   |                      |
| 1998 | Crazy Six – Gengszterek háborúja        | Crazy Six                                                                 | Dakota                                   |                      |
| 1999 |                                         | The Hunter's Moon                                                         | Clayton Samuels                          |                      |
| 1999 |                                         | Pups                                                                      | Daniel Bender                            |                      |
| 1999 |                                         | Stringer                                                                  | Wolko                                    |                      |
| 1999 | Majd, ha fagy!                          | Mystery, Alaska                                                           | Walter Burns bíró                        | Rajhona Ádám         |
| 2000 |                                         | Waterproof                                                                | Eli Zeal                                 |                      |
| 2000 | Kereszttaták                            | The Crew                                                                  | Joey 'Ütős' Pistella                     |                      |
| 2000 | Az utolsó producer                      | The Last Producer                                                         | Sonny Wexler                             |                      |
| 2001 | Felpörgetve                             | Driven                                                                    | Carl Henry                               | Tordy Géza           |
| 2001 | Felpörgetve                             | Driven                                                                    | Carl Henry                               | Szersén Gyula        |
| 2001 | A kísértés csapdái                      | Tempted                                                                   | Charlie LeBlanc                          | Barbinek Péter       |
| 2001 | Szálló                                  | Hotel                                                                     | Flamenco menedzser                       |                      |
| 2001 |                                         | The Hollywood Sign                                                        | Kage Mulligan                            |                      |
| 2001 |                                         | Auf Herz und Nieren                                                       | Banko                                    |                      |
| 2002 |                                         | Time of the Wolf                                                          | Archie McGregor                          |                      |
| 2002 | Szilánkok                               | Snapshots                                                                 | Larry J. Brodsky                         |                      |
| 2003 | Mentőosztag                             | The Librarians                                                            | az Ír (nincs feltüntetve)                | Szokolay Ottó        |
| 2004 | Sodró lendület                          | Without a Paddle                                                          | Del Knox                                 |                      |
| 2005 | Csontdaráló                             | The Longest Yard                                                          | Nate Scarborough edző                    | Beregi Péter         |
| 2005 | Hazárd megye lordjai                    | The Dukes of Hazzard                                                      | Jefferson Davis 'Boss' Hogg              | Tordy Géza           |
| 2005 |                                         | The Legend of Frosty the Snowman                                          | narrátor (hangja)                        |                      |
| 2006 | Mell-bedobás                            | Cloud 9                                                                   | Billy Cole                               | Csernák János        |
| 2006 | Döntő játszma                           | End Game                                                                  | Montgomery tábornok                      | Szokolay Ottó        |
| 2006 | Taták a tutiban                         | Forget About It                                                           | Sam LeFleur                              | Szokolay Ottó        |
| 2006 | Süthetjük                               | Grilled                                                                   | Goldbluth                                | Barbinek Péter       |
| 2006 |                                         | Broken Bridges                                                            | Jake Delton                              |                      |
| 2007 | A király nevében                        | In the Name of the King                                                   | Konreid király                           | Tordy Géza           |
| 2007 |                                         | Randy and the Mob                                                         | Elmore Culpepper (nincs feltüntetve)     |                      |
| 2008 | Pókerpárbaj                             | Deal                                                                      | Tommy Vinson                             | Sörös Sándor         |
| 2008 | Delgo                                   | Delgo                                                                     | Delgo apja (hangja)                      |                      |
| 2008 | Műkedvelő társulat                      | A Bunch of Amateurs                                                       | Jefferson Steele                         | Tordy Géza           |
| 2011 |                                         | Not Another Not Another Movie                                             | C.J. Waters                              |                      |
| 2014 |                                         | A Magic Christmas                                                         | Buster (hangja)                          |                      |
| 2015 |                                         | Pocket Listing                                                            | Ron Glass                                |                      |
| 2015 |                                         | Hamlet & Hutch                                                            | Papa Hutch                               |                      |
| 2016 |                                         | Hollow Creek                                                              | 'Seagrass' Lambert                       |                      |
| 2016 |                                         | An Innocent Kiss                                                          | Barnes nagypapa                          |                      |
| 2016 | A király megölése                       | Shangri-La Suite                                                          | narrátor (hangja)                        | Fodor Tamás          |
| 2017 |                                         | Apple of My Eye                                                           | Charlie                                  |                      |
| 2017 |                                         | The Last Movie Star                                                       | Vic Edwards                              |                      |
| 2017 |                                         | Miami Love Affair                                                         | Robert                                   |                      |
| 2017 |                                         | Henri                                                                     | George Duncan                            |                      |
| 2018 |                                         | Shadow Fighter                                                            | Paddy Grier                              |                      |
| 2021 |                                         | Defining Moments (posztumusz megjelenés)                                  | Chester                                  |                      |

### Televízió

#### Tévéfilm
| Év   | Magyar cím                             | Eredeti cím                                | Szerep                       | Magyar hang    |
| ---- | -------------------------------------- | ------------------------------------------ | ---------------------------- | -------------- |
| 1970 |                                        | Hunters Are for Killing                    | L.G. Floran                  |                |
| 1970 |                                        | Run, Simon, Run                            | Simon                        |                |
| 1973 |                                        | Fade In                                    | Rob                          |                |
| 1993 | Elfelejtett múlt                       | The Man from Left Field                    | Jack Robinson                |                |
| 1996 | A cherokee kölyök                      | The Cherokee Kid                           | Vidra Bob, a hegyi ember     | Kristóf Tibor  |
| 1998 | Tökéletes katona 2. – Újra fegyverben  | Universal Soldier II: Brothers in Arms     | Mentor CIA-igazgatóhelyettes | Kránitz Lajos  |
| 1998 | Tökéletes katona 3. – Befejezetlen ügy | Universal Soldier III: Unfinished Business | Mentor CIA-igazgatóhelyettes | Kránitz Lajos  |
| 1998 | Nehéz napok                            | Hard Time                                  | Logan McQueen nyomozó        |                |
| 1998 | Előítélet                              | Hard Time: The Premonition                 | Logan McQueen nyomozó        | Vass Gábor     |
| 1999 | Magánháború                            | Hard Time: Hostage Hotel                   | Logan McQueen nyomozó        | Vass Gábor     |
| 2002 | Miss Lettie és én                      | Miss Lettie and Me                         | Samuel Madison               |                |
| 2003 | Rideg valóság                          | Hard Ground                                | John 'Chill' McKay           | Barbinek Péter |
| 2003 | Rideg valóság                          | Hard Ground                                | John 'Chill' McKay           | Ujréti László  |
| 2011 | Valódi szerelem                        | Reel Love                                  | Wade Whitman                 |                |
| 2014 |                                        | Category 5                                 | Pops                         |                |

#### Sorozat
- Pony Express (1959)
- Riverboat (1959-1960)
- Playhouse 90 (1959-1960)
- Gunsmoke (1962-1965)
- Operation C.I.A. (1965)
- Hawk (1966)
- Egy dollár fejenként (1966)
- Megszabadítás (1969)
- Dan August (1970-1971)
- A nagyszerű (1970)
- Privát hekus (1973)
- Utcalányok (1975)
- Csiszolatlan gyémánt (1980)
- Sharky csapata (1981) (rendező is)
- Hőség (1986)
- Evening Shade (1990-1994)
- A férfi fentről (1992) (producer)
- Precious (1995)
- Frankeinstein and me (1996)
- Meet Wally Sparks (1996)
- The Malina Brotherhood (1997)
- Mr. Bean története (1997)
- The Hunter's Moon (1999)
- The Hollywood Sign (2001)
- Rubby Vax látogatóban (2001)
- The Hermit of Amsterdam (2001)
- Johnson megyei háború (2002)
- Time of the Wolf (2002)
- Ítéletlovasok (2002)
- A nevem Earl (2006-2009)
- Broken Bridges (2006)
- Minden lében négy kanál (2010)

## Művei
- My Life (önéletrajz, 1994)

## Díjai
- Marquee-díj (1980)
- Emmy-díj (1991) Kisvárosi mesék
- Golden Globe-díj (1992, 1998)
- a Los Angeles-i filmkritikusok díja (1997) Boogie Nights
- a New York-i filmkritikusok díja (1997) Boogie Nights
- a chicagói filmkritikusok díja (1998) Boogie Nights
- a floridai filmkritikusok díja (1998) Boogie Nights
- Golden Satellite Award (1998) Boogie Nights
- Sierra-díj (1998) Boogie Nights
- az amerikai filmkritikusok díja (1998)